# 陈肇英故居
陈肇英故居位于中国浙江省金华市浦江县黄宅镇古塘村中部，为中华民国政治人物陈肇英的故居，建于清代。建筑坐东朝西，西面广场及水塘，广场上存有民国二十三年（1934）古井一对。建筑平面布局采用金华传统民居的“廿四间头”式，中轴线上依次为门厅三间两层、正厅三间和堂楼三间两层，南北为厢房，其中南厢房六间、北厢房十一间，厢房与门厅、正厅和堂楼间设楼廊相接。正门与南北厢房前廊处的两侧门均为石库门，正厅木雕为当地雕刻家周光洪作品。
- 门厅东面
- 正厅西面
- 正厅明间梁架